# Бобрищев, Иван Дмитриевич
Ива́н Дми́триевич Бобри́щев (также Иван Бобров, Бобр, упоминается и как Юшка) (год рождения неизвестен — год смерти не позже 1556) — постельничий или печатник (по разрядным книгам), основатель палат в Зарядье, переданных позже англичанам.

## Биография

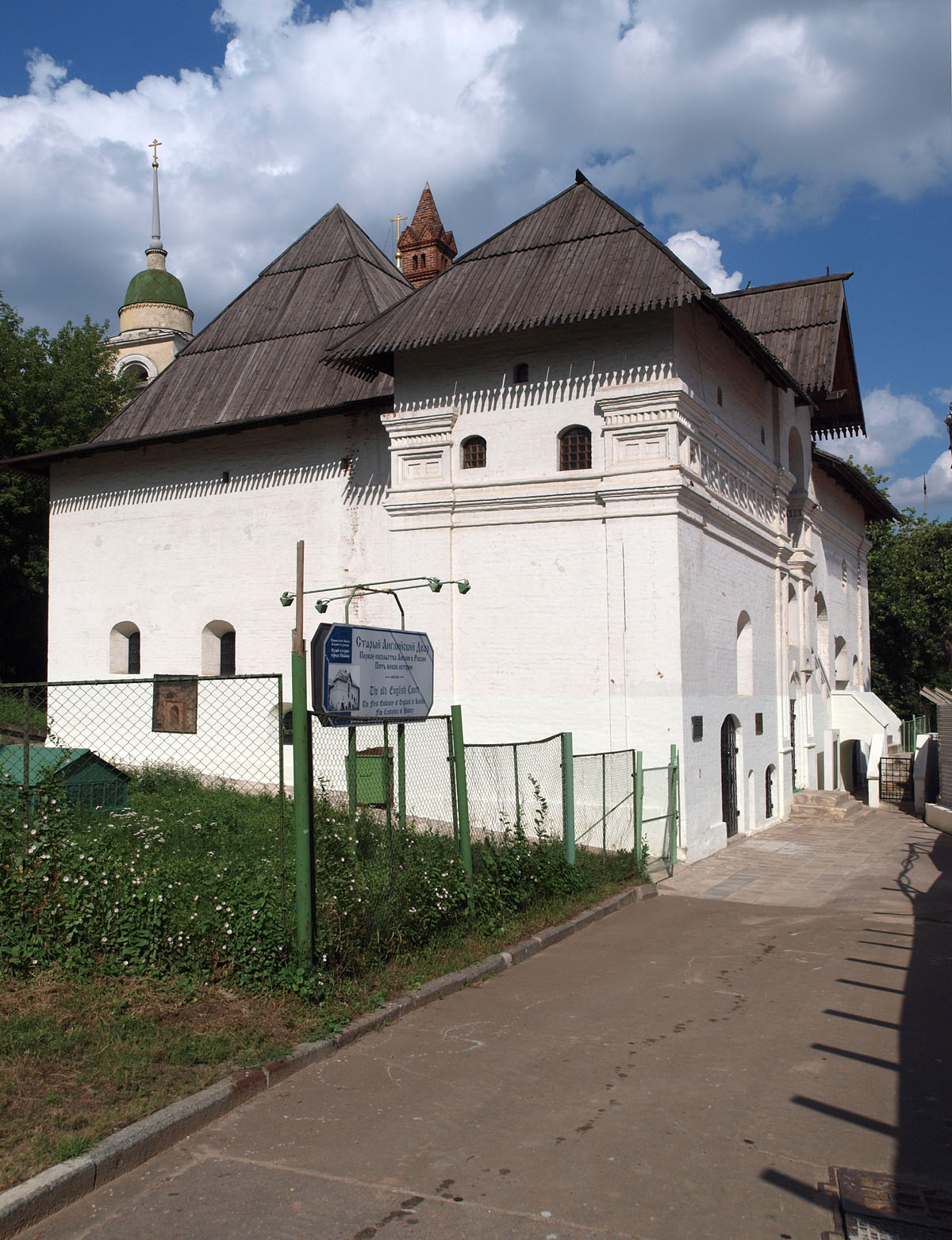
Старый английский двор в Москве (улица Варварка, 4)

Выходец из «сурожских гостей» (то есть из греческих купцов). Внук знаменитого зодчего Василия Дмитриевича Ермолина.
После подчинения Новгорода к Москве, он (или его брат Василий Бобр) в 1508 г. «размечал» торговые ряды и улицы в Новгороде по-московски. В 1536 г. был послан в Вологду, где руководил строительством города.
Принимал участие в строительстве в Китай-городе. Иван Бобрищев, по-видимому, не оставил наследников и принадлежавшие ему, как отмечалось выше, двор и палаты на Варварке (в документах он упоминаются чаще всего под прозвищем Юшки), после его смерти перешли к великому князю.